# Литтл, Кливон
Кли́вон Джейк Литтл (англ. Cleavon Jake Little; 1 июня 1939[…], Чикашей, Оклахома — 22 октября 1992[…], Шерман-Окс, Калифорния) — американский актёр театра, кино и телевидения. Лауреат премий «Тони» и «Эмми».

## Биография
Кливон Джейк Литтл родился 1 июня 1939 года в городке Чикашей, штат Оклахома. Сестра — певица ДеЭтта Литтл, известная в основном исполнением песни Gonna Fly Now — главной музыкальной темы фильма «Рокки». В детстве переехал с семьёй в Калифорнию, обучался в колледже англ. San Diego City College, а затем в Университете Сан-Диего, где получил степень бакалавра драматических искусств. Также окончил Джульярдскую школу, после чего переехал в Нью-Йорк и уже там окончил Американскую академию драматического искусства.
Впервые на сцене появился в известном ночном клубе англ. The Village Gate в постановке англ. MacBird! в 1967 году. В следующем году дебютировал на широком экране в фильме англ. What's So Bad About Feeling Good? (без указания в титрах), тогда же зрители впервые увидели его на телеэкранах — небольшая роль в двух эпизодах сериала «Отряд Фелони». В 1969 году дебютировал на Бродвее в постановке англ. Jimmy Shine. Всего за 24 года своей кино-карьеры Кливон Литтл снялся в 61 фильме и сериале.
19 февраля 1972 года женился на Валери Уиггинс, но развёлся с ней спустя два года, от этого брака осталась дочь.
Кливон Литтл всю жизнь мучился от язвы желудка и скончался 22 октября 1992 года в Лос-Анджелесе от рака кишечника на 54-м году жизни. Прах актёра, согласно завещанию, был кремирован и развеян над Тихим океаном.

## Награды и номинации
- 1970 — «Тони» в категории «Лучший актёр в мюзикле» за роль в мюзикле англ. Purlie — победа.
- 1975 — «BAFTA» в категории «Самый перспективный новичок в главной роли» за роль в фильме «Сверкающие сёдла» — номинация.
- 1989 — Прайм-тайм премия «Эмми» в категории «Лучший приглашённый актёр в комедийном сериале» за роль в сериале «Дорогой Джон» — победа.
- 1994 (посмертно) — звезда на Голливудской Аллее Славы «за вклад в развитие киноиндустрии» (Голливудский бульвар, 7080).

## Избранная фильмография

### Широкий экран
- 1969 — Джон и Мэри / John and Mary — кинорежиссёр
- 1970 — Хлопок прибывает в Гарлем / Cotton Comes to Harlem — Ло-Бой
- 1971 — Исчезающая точка / Vanishing Point — Супер-Соул, диджей
- 1974 — Сверкающие сёдла / Blazing Saddles — Барт, шериф
- 1977 — Молния[англ.] / Greased Lightning — Пиви
- 1978 — FM[англ.] / FM — «Принц Тьмы»
- 1979 — Охота за мусором[англ.] / Scavenger Hunt — Джексон, водитель лимузина
- 1981 — Саламандра / The Salamander — майор Карл Малиновски
- 1981 — Большой риск / High Risk — Рокни
- 1982 — Малыш Джимми[англ.] / Jimmy the Kid — Херб
- 1984 — Сёрфинг 2 / Surf II — Папочка-О
- 1984 — Солдатики[англ.] / Toy Soldiers — Бак
- 1985 — Однажды укушенный / Once Bitten — Себастиан
- 1989 — Флетч жив / Fletch Lives — Калькулус Энтропи, смотритель ветхого особняка

### Телевидение
- 1968 — Отряд Фелони[англ.] / Felony Squad — Джесс Хокинс (в 2 эпизодах)
- 1972—1974 — Повышение температуры[англ.] / Temperatures Rising — доктор Джерри Ноланд (в 46 эпизодах)
- 1977 — Однажды братья Гримм…[англ.] / Once Upon a Brothers Grimm — Волк (в новелле «Красная Шапочка»)
- 1987 — Альф / ALF — Джордж Фоли (в 2 эпизодах)
- 1990—1991 — Багдадское кафе[англ.] / Bagdad Cafe — Сэл (в 12 эпизодах)
- 1991 — Идеальная гармония[англ.] / Perfect Harmony — пастор Кларенс Джонсон
- 1991 — Разделённые, но равные[англ.] / Separate But Equal — Роберт «Боб» Картер[англ.], гражданский активист и судья
- 1991—1992 — В истинном свете[англ.] / True Colors — Рон Фримен (в 20 эпизодах)
- 1992 — Байки из склепа / Tales from the Crypt — Пэк Брайтмен (в 1 эпизоде)